# Кари (геоморфология)
Вижте пояснителната страница за други значения на Кари.
Ка̀ри (в някои страни от Източна европа се наричат шкрапи) представляват тесни и дълги улеи, оградени от остри ребра. улеите са обикновено плитки (10 – 20 sm), но могат да бъдат и дълбоки (2 – 15 m). Когато карбонатният терен, покрит с кари, обхваща обширни площи се образуват карстовови (карови) полета. В каровите полета, поради безводието и слабия почвообразувателен процес, теренът е лишен от растителност, а поради острите ребра на карите и труднопроходим. У нас местности с кари има по южния склон на Стара планина, около село Безден, град Сливница, в планините Чепън, Врачанска, а също и по високите части на Пирин.
Карите се развиват се в изградени от напукани разтворими скали терени. Произходът им е свързан с активното разтварящо действие на валежните води върху оголени скали или на почвените разтвори върху коренната скала. Карите биват заоблени, гребеновидни, мрежести, разрушени.